# Pelochyta adumbrata
Pelochyta adumbrata är en fjärilsart som beskrevs av Paul Dognin 1922. Pelochyta adumbrata ingår i släktet Pelochyta och familjen björnspinnare. Inga underarter finns listade i Catalogue of Life.